# ノルウェー

ノルウェー王国
Kongeriket Norge（ブークモール）
Kongeriket Noreg（ニーノシュク）

国の標語：不明
国歌：Ja, vi elsker dette landet（ノルウェー語）
（そうだ！我らはこの地を愛す）

註1 : 6地区では、さらにサーミ語も公用語。

ノルウェー王国（ノルウェーおうこく、ノルウェー語: Kongeriket Norge/Noreg）、通称ノルウェーは、北ヨーロッパのスカンディナヴィア半島西岸に位置する立憲君主制国家である。首都は半島南端部に存在するオスロ・フィヨルドの奥に形成された港湾都市のオスロ。東にスウェーデン、ロシア、フィンランドと国境を接している。欧州連合(EU)には非加盟である。
地理としては国土は南北に細長く、海岸線は北大西洋の複数の海域、すなわちスカゲラック海峡、北海、ノルウェー海およびバレンツ海に面している。海岸線には、多くのフィヨルドが発達する。このほか、ノルウェー本土から約1,000キロ離れた北大西洋上のヤンマイエン島は固有の領土の一部として領有され、スヴァールバル条約によりバレンツ海のスヴァールバル諸島を領有している。南大西洋にブーベ島を属領として持つ。

## 概要
古くからノルマン人が居住し、10世紀初めに統一王国が成立。14世紀からデンマークと同君連合を形成してデンマークの統治下に置かれた。ナポレオン戦争でのデンマークの敗戦で1814年に放棄されスウェーデンの下で同君連合を形成したが、自由主義的な憲法の制定と連合法により自治権を得た。1905年の国民投票によりスウェーデンから独立し、デンマークから王子を国王（ホーコン7世）に迎え独立した立憲君主国としてスタートした。
ノルディックモデルによる高負担高福祉の福祉国家として知られ、国連開発計画（UNDP）による国民の健康と繁栄を示す人間開発指数（HDI）は世界1位である（2020年度）。国連持続可能開発ソリューションネットワークによる世界幸福度報告は世界5位である（2020年度）。民主主義の成熟性も極めて高く評価されており、エコノミスト誌傘下の研究所エコノミスト・インテリジェンス・ユニットによる民主主義指数は、世界1位を記録しており「完全な民主主義」に分類されている（2022年度）。国境なき記者団による世界報道自由度ランキングも世界1位に輝いている（2020年度）。国連開発計画（UNDP）による国民の健康と繁栄を示す人間開発指数（HDI）は世界一位である（2020年度）。経済平和研究所によるポジティブ平和指数（PPI）は世界一位である（2023年度）。
経済面では1人当たりの国内総生産(GDP)は、ルクセンブルク、スイス、アイスランドに続く世界第4位である（2019年度。国際通貨基金(IMF)による調べ）。独立前の19世紀には農業国だったが、20世紀になると豊富で安価な水力や天然資源を生かして工業化が進み、第二次世界大戦後は特に電気冶金、機械、造船などの分野で工業化が顕著となる。石炭、鉄、銅、ニッケルなど鉱物資源が豊富である。1970年代から北海油田による石油産業が発展して輸出の主品目となっている。沿岸は漁業が盛んであり日本やアイスランドと並ぶ数少ない捕鯨国の一つでもある。
人口は500万人ほどで約9割がキリスト教徒でルター福音派が大部分を占める。公用語はノルウェー語だが、ブークモールとニーノシュクという成立事情を異にする二つの書きことばが共存している。住民には金髪・碧眼・長身の所謂「北方人種」が多い。

## 国名
正式名称はノルウェー語のブークモール (bokmål) では Kongeriket  Norge、ニーノシュク (nynorsk) では Kongeriket  Noreg、サーミ語ではNorga / Norgga gonagasriika。英語による表記は Kingdom of Norway。通称 Norway。形容詞はNorwegian。日本語による表記はノルウェー王国。通称はノルウェー。ノルウェイとも。古くはノールウヱーと表記された。漢字による表記は諾威で、諾と略される。

## 歴史
考古学上の発見が示すところによると、ノルウェーには約12,000年前には人が住んでいた。彼らはおそらくもっと南の地域、ドイツ北部からやってきて、海岸線に沿ってさらに北上したと考えられている。
9世紀から11世紀までのヴァイキング時代が国家形成の統一運動および拡大の元となった。1130年から1240年までは王位継承権をめぐる内戦が起こった（ノルウェー内戦）。黒死病などによりノルウェー王家が1387年に途絶えデンマーク配下となり、1450年より条約により従属化され、1536年には正式に独立を失った（デンマーク＝ノルウェー）。デンマークがナポレオン1世側についたあとの1814年にスウェーデンに引き渡された。ノルウェー人はこのとき独立を図ったが、列強の反対により実現できず、スウェーデン王国との同君連合（スウェーデン＝ノルウェー）が形成され、スウェーデン王カール13世がノルウェー王に即位した。1818年にカール13世が死去すると、スウェーデン＝ノルウェーはベルナドッテ王朝の支配下となった。
1750年ごろから第一次世界大戦とロシア革命が起こった1920年までは、ノルウェー北部とロシアのアルハンゲリスクの間でポモール貿易と呼ばれる海上貿易が盛んに行われた。ノルウェーで捕れる魚とロシアの穀物を取引し、どちらの社会においても重要度が高かった。
20世紀初頭、スウェーデン＝ノルウェーの連合を解消しようという運動が高まり、1905年にノルウェー側からデンマークのカール王子に打診があった。その後、国民投票により君主国家を設立、議会は満場一致でカール王子をノルウェー王として選出した。彼は独立したノルウェーでホーコン7世として即位した。スウェーデン政府はこの決定に反発し、一時騒然となったが、オスカル2世と社民党政府の国民への説得により、ノルウェーの独立が認められた。
ノルウェーは第一次世界大戦では中立国だったが、第二次世界大戦ではナチス・ドイツによる侵略を受け、非同盟政策に疑問を抱くようになり、集団安全保障国家となった。また、1945年7月6日には対日宣戦布告するが、ついに戦火を交えることはなかった。ノルウェーは国際連合設立メンバーであり、また北大西洋条約機構（NATO）原加盟国として、1949年に北大西洋条約に調印した。ノルウェーでは1972年と1994年の2度欧州連合への加盟に関する投票が行われたが2度とも否決され、現在も欧州自由貿易連合（EFTA）の成員に留まっている。

## 政治

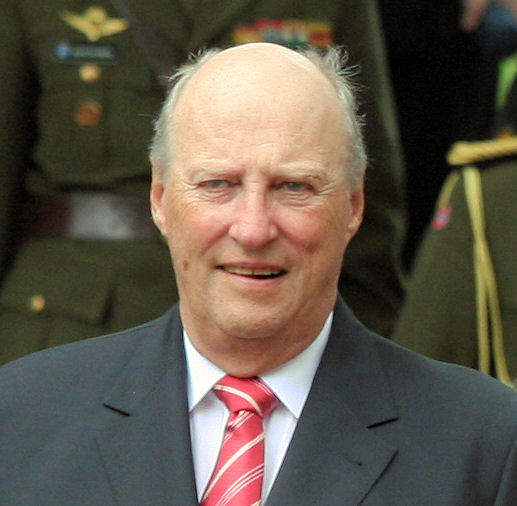
ハーラル5世国王

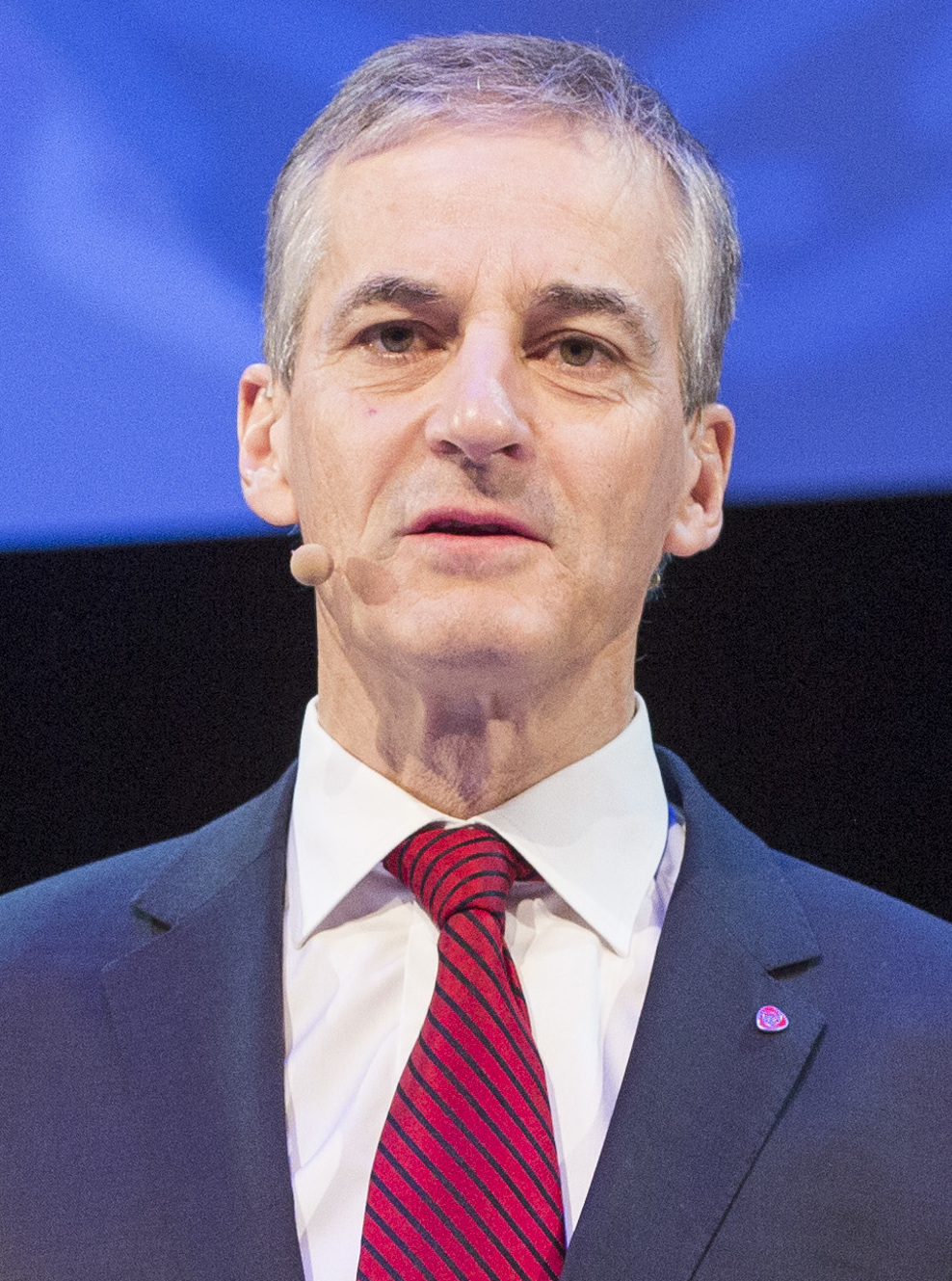
ガール・ストーレ首相

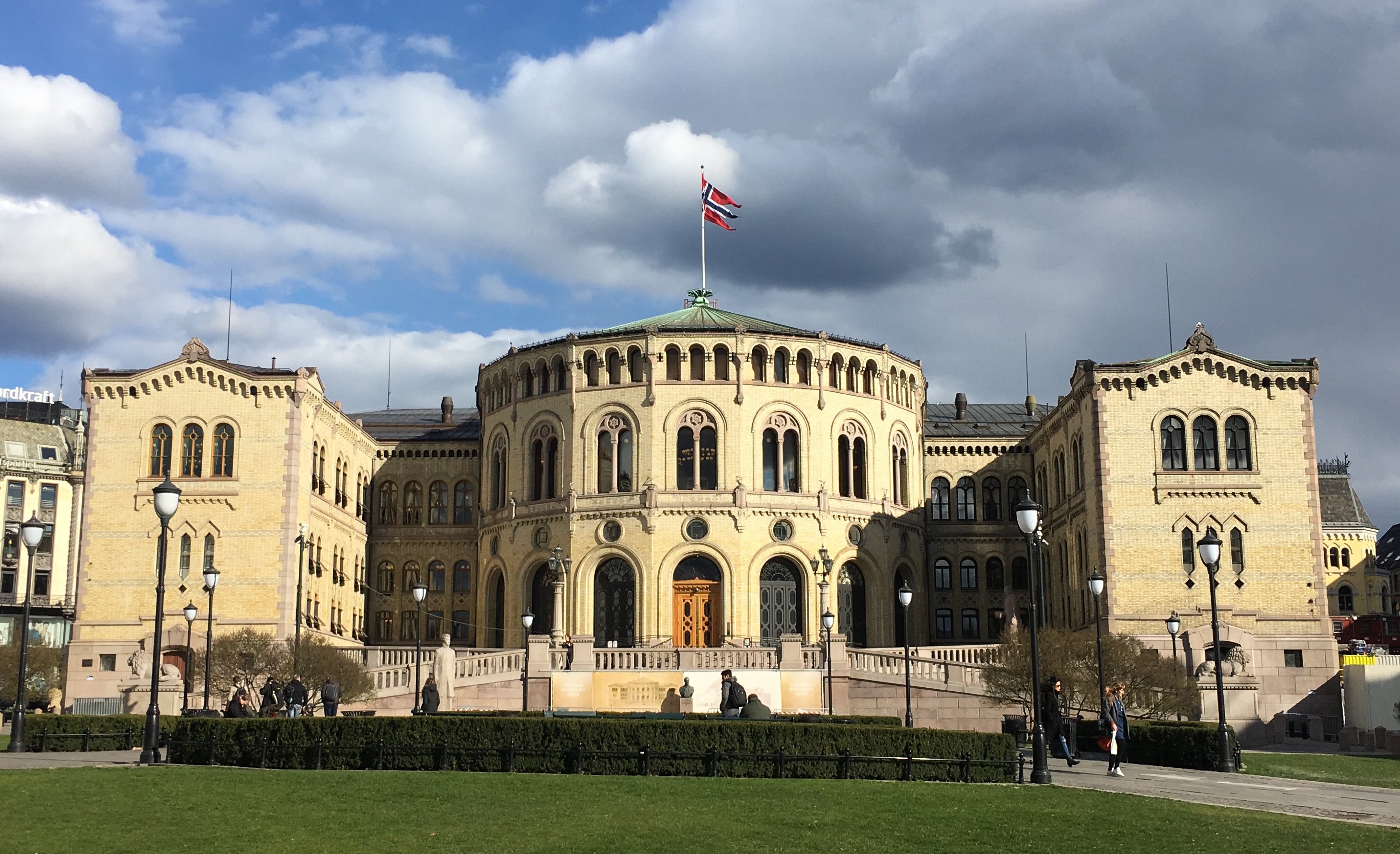
ストーティング（ノルウェー議会議事堂）

ノルウェーの政体は議院内閣制の議会制度を政治の中心とし、儀礼的な存在として王室を有する立憲君主制である。
政治体制は議院内閣制である。議会であるストーティングの議員のうち4分の1が第1院のラグティング、それ以外が第2院オデルスティングを構成するという変則的な二院制を長らく取っていたが、2009年から一院制に移行した。内閣は首相と閣僚16人から構成される。

### 国王
国王は憲法上行政権を有するとされているが、実際にこれを行使することはなく、その権限は首相が握っている。大臣の副署がない国王の行為はすべて無効となる。国王の実際的な役割はおもに儀式や式典などに限られているが、国の象徴として国民意識の統一に重要な役割を果たしている。憲法上、国王の地位について次のような規定が置かれている。
- 憲法第3条「行政権は、国王、又は、この憲法の第6条、第7条若しくは第48条の規定に従い女子が王位を継承した場合には、女王に属する。行政権が女王に属するときは、女王は、国の憲法及び法律において、国王が有する全ての権利及び義務を有する。」[17]
- 憲法第5条「国王の身体は、神聖であり、国王は、処罰されることなく、また訴追されることもない。責任は、国王の内閣がこれを負う。」[17]
- 憲法第12条「国王は、選挙権を有するノルウェー国民の中から内閣を選任する。内閣は1人の総理大臣と少なくとも7人のその他の閣僚で組織する。 」[17]
- 憲法第25条「国王は、王国の陸海軍の総司令官である。陸軍及び海軍は、議会の承認がなければ、これを増員することも減員することもできない。陸海軍は、外国の役務に用いることはできず、また外国の役務に従事する軍隊は、敵襲に対する援兵を除くの外、議会の承認なくして王国内に入れることはできない。 」[17]
- 憲法第31条「国王の行うすべての決定は、有効となるためには、副署されなければならない。軍隊指揮に関する決定は、報告を提出する者がこれに副署する。その他の決定は、内閣総理大臣が、総理大臣が出席しなかったときは出席者中の第一閣僚が、これに副署する。」[17]

### 行政
スウェーデン＝ノルウェー連合王国時代の1814年の法律で、「国王は、議会または首相を含む内閣を任命する」という重要な執行権が与えられたが、ほとんどの場合は議会が国王の名のもとに行使している。1884年には議院内閣制が成立し、内閣の発足には議会の承認が必要となった。これにより、国王による任命は事実上形式だけのものとなった。

### 立法
ノルウェー議会（ストーティング）は一院制で169名の議員からなる。2007年の憲法改正以前には、単一の選挙で選出された議員たちがウーデルスティング（下院127名）とラーグティング（上院42名）に分かれ、憲法改正等を除いては二院制として機能する変則的な体制であった。解散はなく、総選挙は4年に1度行われる。19の県を単位とする比例代表制選挙で150議席が選ばれたのち、19議席が得票率と獲得議席との乖離を調整するために配分される。選挙権はその年に満18歳以上となる者に与えられている。
なお、ノーベル平和賞の受賞者を決定するノルウェー・ノーベル委員会の委員はノルウェー議会によって選出される。

### 憲法
1814年5月17日にアイツヴォル会議にて調印されたノルウェー憲法は、ノルウェーを絶対君主制から民主的な立憲君主制へと変化させた。アイツヴォル憲法は言論の自由（100条）、法治主義（96、97、99条）などを定めた。主要な憲法改正には次のようなものがある。

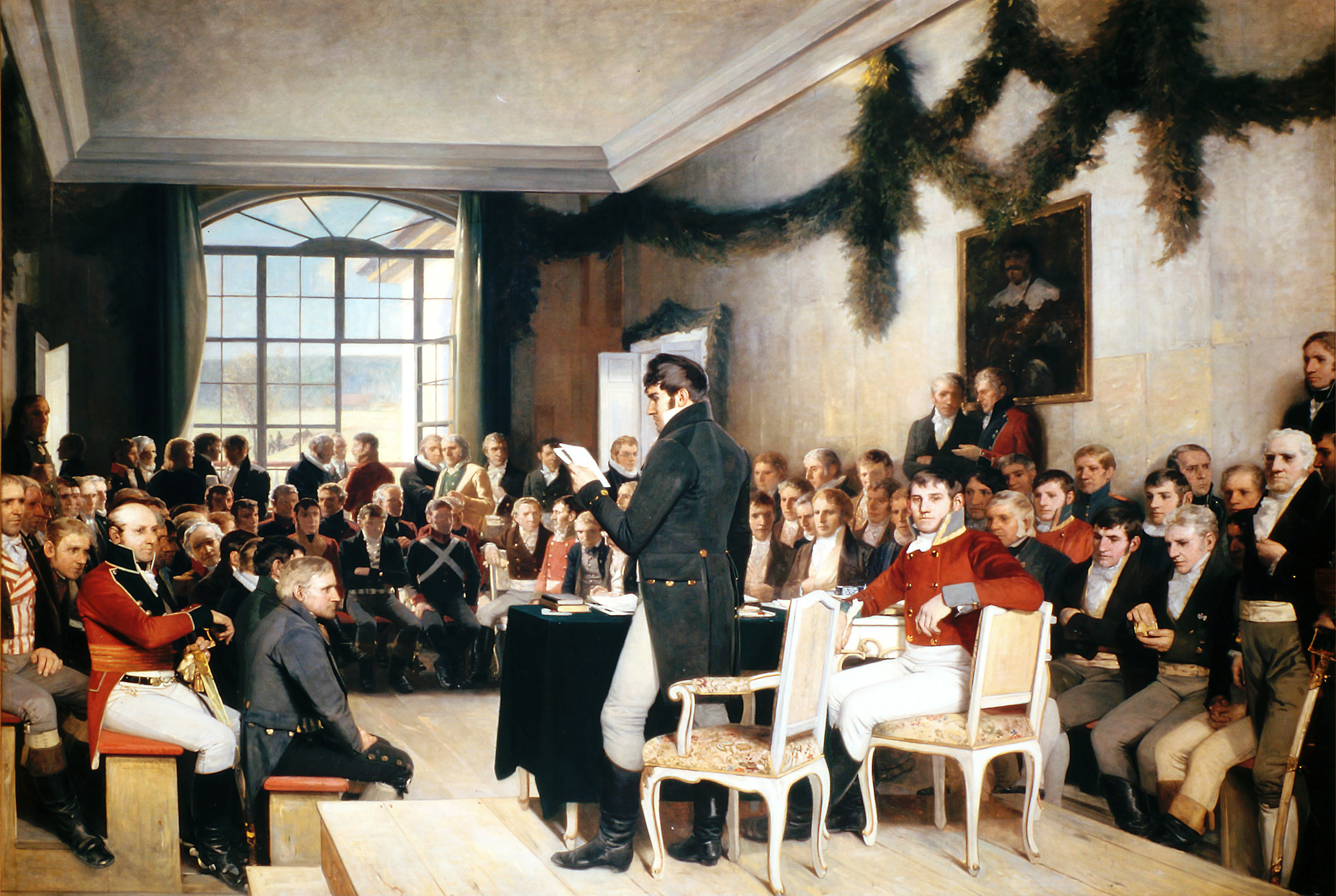
1814年、アイツヴォルの集り

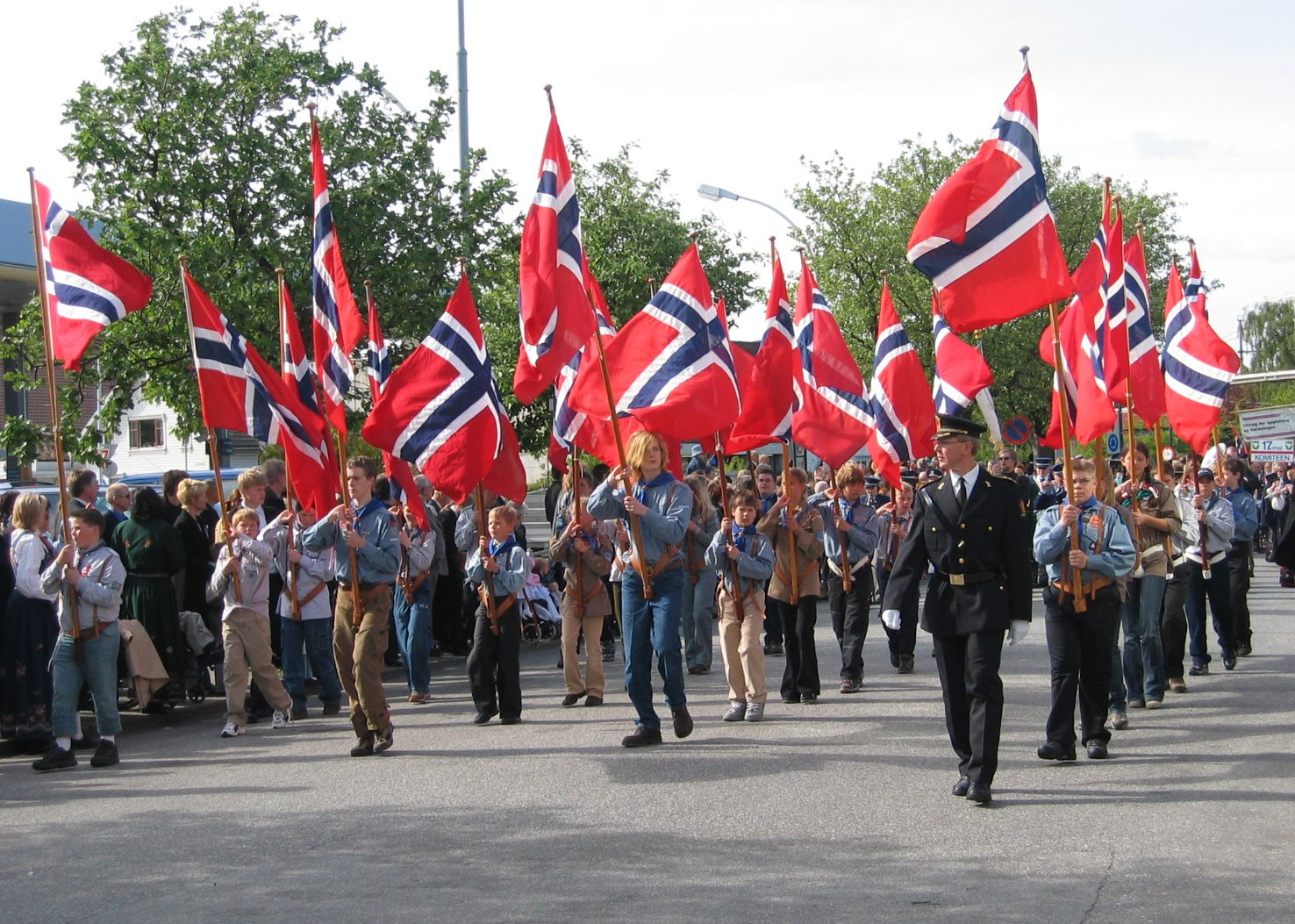
5月17日の憲法記念日のパレードで、ノルウェーの国旗を持って行進するボーイスカウトたち

- 1814年11月4日 - スウェーデン王と同君連合を形成するために再制定された。
- 1851年 - ユダヤ人の入国禁止条項を撤廃した。
- 1884年 - 議院内閣制が発足し、内閣は議会の過半数の反対があった場合存続できない慣例が確立した。この議会主義の原則は慣例であり、憲法の条項として明記されたものではなかった。
- 1887年 - イエズス会と修道会の禁止が撤廃された。
- 1898年 - 男性の普通選挙権が確立された。
- 1905年 - スウェーデンとの連合が解消された。
- 1913年 - 男女普通選挙権が確立された。
- 1956年 - 宗教の自由が公認された。
- 2004年 - 表現の自由についての新しい条項、旧100条を置き換え。
- 2007年 - 議院内閣制の明記。一院制議会への移行。
- 2009年 - 同性者同士の婚姻法が執行される。同年同性婚者の養子縁組み法も執行される。
- 2012年 - 福音ルーテル派のノルウェー(国)教会が、国教の地位から外された。

## 国際関係・外交
外交面ではデンマーク統治時代からの沿革で中立志向が強いが、第二次世界大戦でドイツ軍に中立を無視されて侵攻された経験から、戦後は中立志向を保ちつつも国際連合や北大西洋条約機構（NATO）に参加している。また、1959年には欧州自由貿易連合（EFTA）にも加盟した。欧州連合（EU）には参加していないが、欧州連合の市民はノルウェーで自由に働く権利を有している。

### 日本との関係
駐日ノルウェー大使館
2023年5月30日より2年間の改修工事に伴い、下記住所にて仮事務所開設
- 住所：東京都港区芝公園三丁目4-30
- アクセス：
  - 東京メトロ日比谷線神谷町駅3番出口
  - 都営地下鉄大江戸線赤羽橋駅赤羽橋口
  - 都営地下鉄三田線御成門駅A1出口

大使館（改修中）
- 住所：東京都港区南麻布五丁目12-2
- アクセス：東京メトロ日比谷線広尾駅3番出口

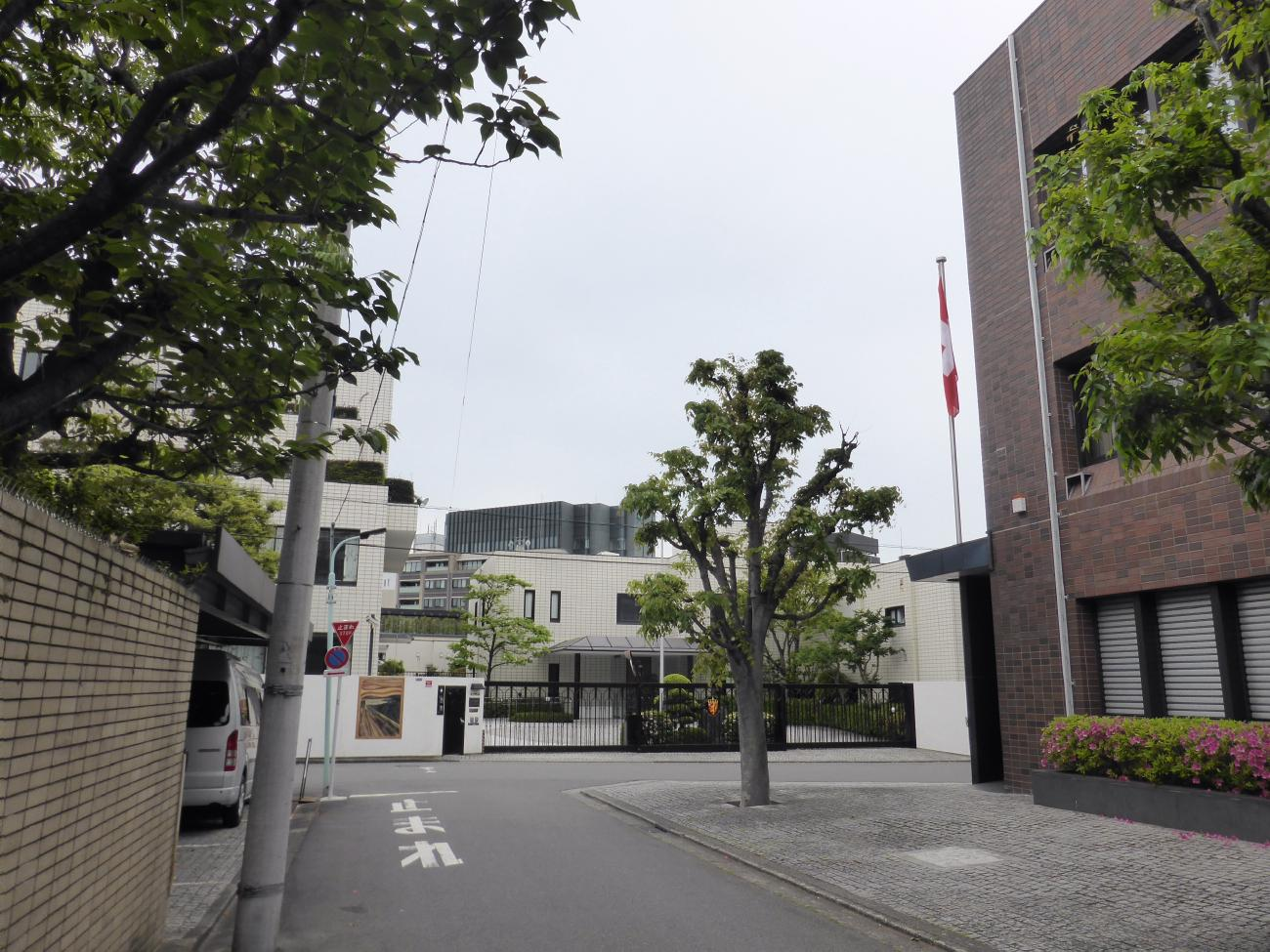
ノルウェー大使館の前にスイス大使館
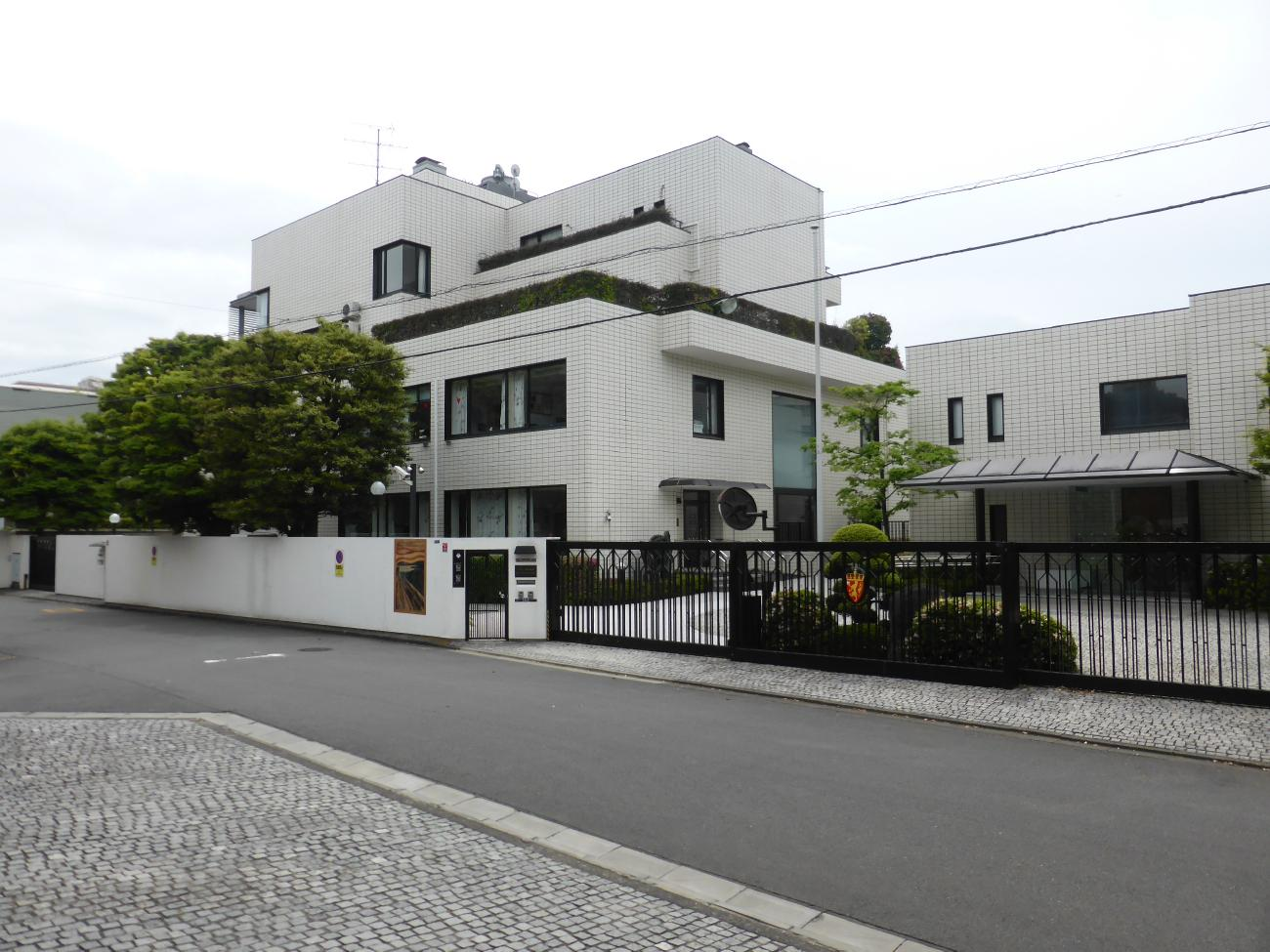
ノルウェー大使館全景
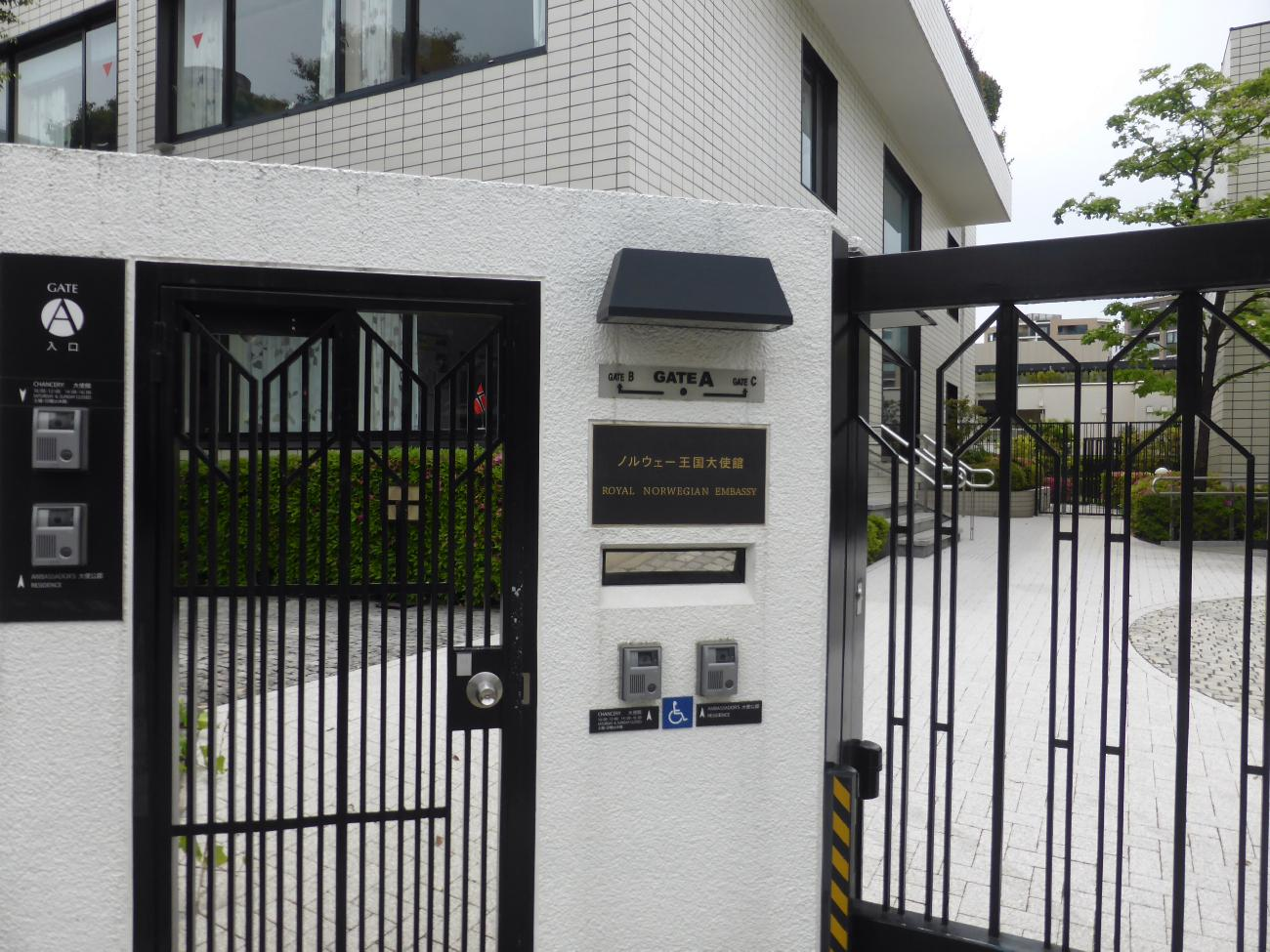
ノルウェー大使館表札
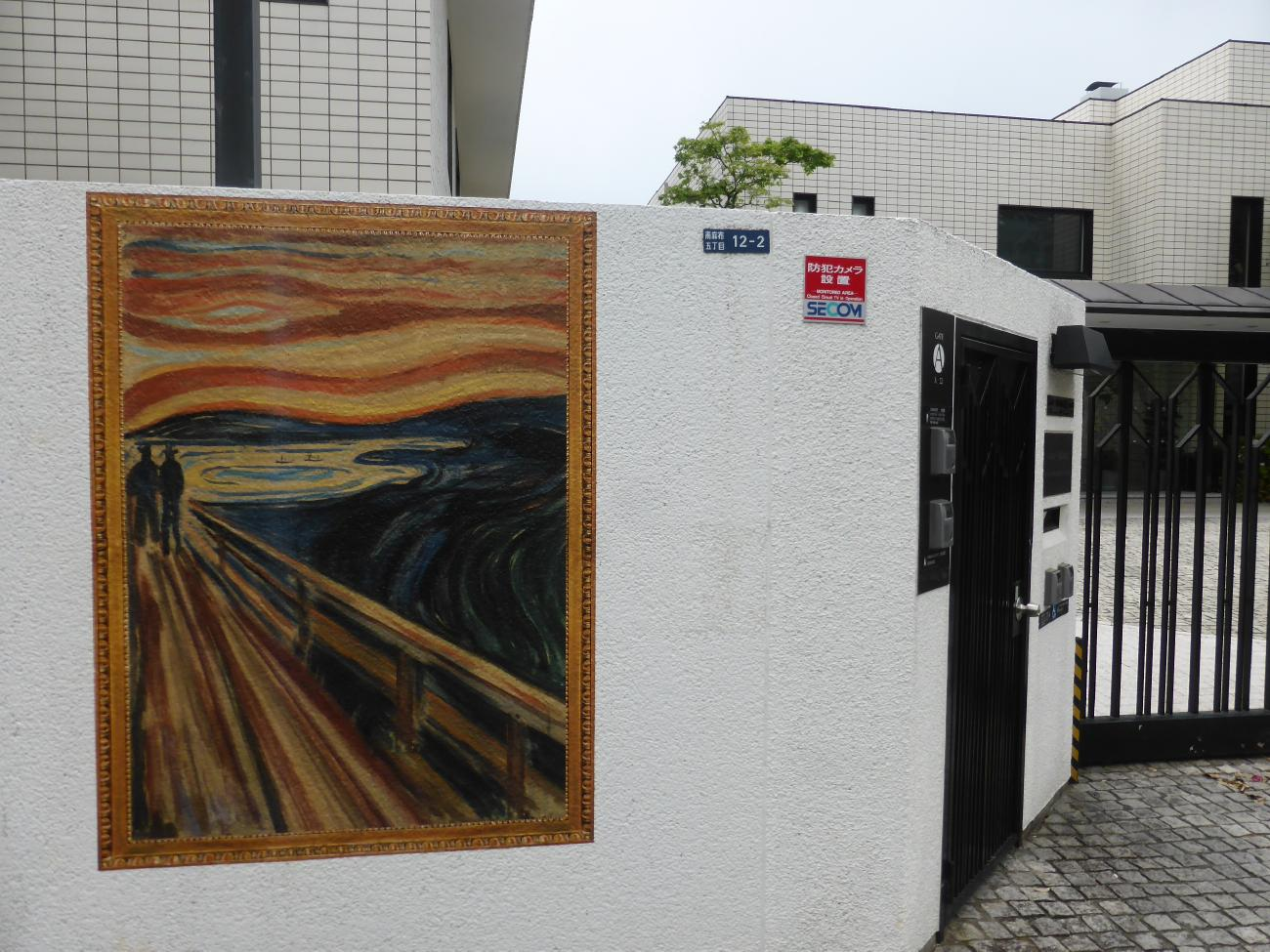
悲壮な顔をしてこの絵の前に立ってください

駐ノルウェー日本大使館
- 住所：Haakon VIIs gate 9, 0161 Oslo

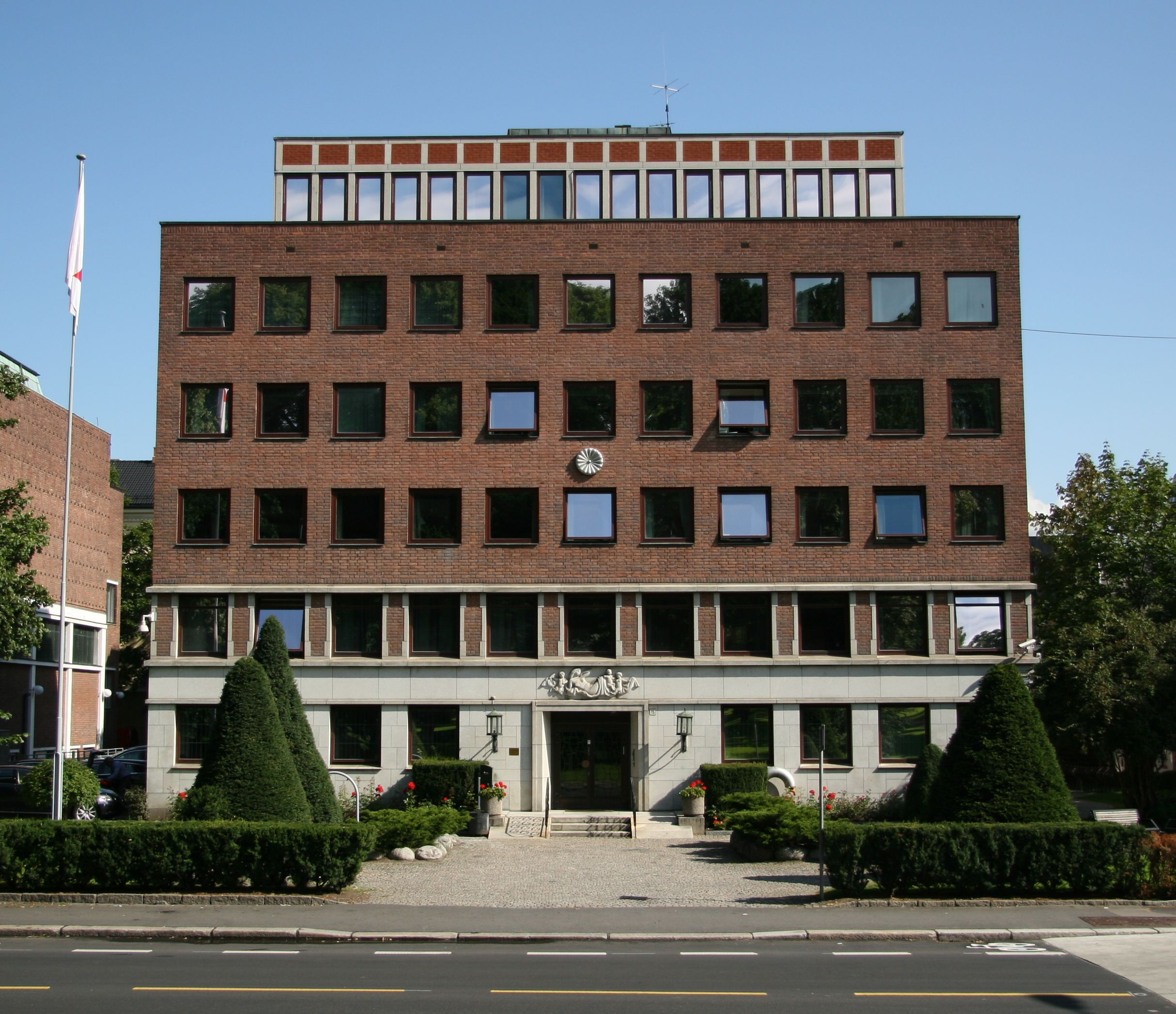
オスロの旧日本大使館

## 軍事
ノルウェー軍は陸軍、海軍、空軍および郷土防衛隊の四軍からなる。沿岸警備隊も海軍の傘下にある。
徴兵制が敷かれており、19歳から44歳の全国民は1年間の兵役義務がある。かつて女性は徴兵の対象から外れていたが、2015年より女性にも兵役義務が課せられるようになった。これにより、ノルウェーは欧州で、また北大西洋条約機構（NATO）で唯一、男女ともに徴兵対象とする国となった。男女ともに徴兵を行う国としてはほかにイスラエルが知られるが、きわめて稀な制度である。また必要な新兵の数は1万人弱であるのに対して、徴兵対象者は6万人もいるために、全員が徴兵されるわけではない。ただし、良心的兵役拒否を行う者は、代替役務として社会奉仕活動を選択することが可能である。それでも2016年に徴兵された若者の3分の1は女性であり、男女同室の兵舎で生活する。男女同室の兵舎については、女性兵士の圧倒的多数が賛成している。ノルウェーでは兵士としての従軍経歴を持つことは、その後の社会活動において高く評価され、有利に作用するとされる。2016年まで女性の戦闘機パイロットや潜水艦艦長が誕生している。

## 地理
スカンディナヴィア半島の西岸に位置し、北極海およびノルウェー海に面し、海岸にはフィヨルドが発達している。国土は北緯57度以上という高緯度地帯に位置しているが、北大西洋海流の分枝である暖流のノルウェー海流の影響により、不凍港であるほど温暖である。このため、バルト海沿岸よりもノルウェー北部は穏やかな気候となっている。また、陸地のほとんどをスカンディナヴィア山脈が占めるため、平地はないに等しい。最高地点はヨーツンハイム山地にあるガルフピッゲンであり、標高は2,469メートル。
面積はスヴァールバル諸島などを含めて約38.5万km2で、日本よりわずかに広い。ただし、資料によってはスヴァールバル諸島を自治領とみなし国土面積に含めないことがあり、その場合は日本より狭い値となる。
南極大陸のクイーン・モード・ランドおよび南太平洋のペーター1世島の領有を主張しているが、両地は南極条約により領有権が凍結されている。ノルウェーとロシアの間でバレンツ海における領海の境界線の合意が得られていないことにより、当面の間両国によって共管される「グローソネン」（グレーゾーン）と呼ばれる海域があったが、2010年9月15日に両国は境界画定条約に調印した。
酸性雨が降り注ぎ、国連環境計画（UNEP）の1986年調査では、666万ヘクタールのうち26％にあたる171.2万ヘクタールが被害面積であった。
- ガルフピッゲン山
- ノルウェーの地図

## 地方行政区分

ノルウェーの県

ノルウェー本土は2024年以降は15のfylker（単数形: fylke）と呼ばれる県に分かれ、それぞれ番号がつけられている。県の下に357のkommuner（単数形: kommune）と呼ばれる基礎自治体がある2層制になっている。首都オスロは県であり基礎自治体でもある。
県番号のうち18番以下は、1919年より続く伝統的な順番（南から北の順に大きくなる）で割り当てられている。一方、30番以上は2018年以降に創設された新しい県であり、伝統的順番には基づいていない。
2010年代後半に県改革・基礎自治体改革が行われ、19あった県は合併により2020年1月1日時点で11県まで減少した。だがヴィーケン県、ヴェストフォル・オ・テレマルク県、トロムス・オ・フィンマルク県は県議会が合併解消を決定し、2024年1月1日に7県が復活した（法的には新設という扱いのため県番号も新たに割り振られた）。
- 03.  オスロ（Oslo）
- 11.  ローガラン県（Rogaland）
- 15.  ムーレ・オ・ロムスダール県（Møre og Romsdal）
- 18.  ヌールラン県（Nordland）
- 31.  エストフォル県（Østfold）
- 32.  アーケシュフース県（Akershus）
- 33.  ブスケルー県（Buskerud）
- 34.  インランデ県（Innlandet）
- 39.  ヴェストフォル県（Vestfold）
- 40.  テレマルク県（Telemark）
- 42.  アグデル県（Agder）
- 46.  ヴェストラン県（Vestland）
- 50.  トロンデラーグ県（Trøndelag）
- 55.  トロムス県（Troms） - サーミ語ではロムッサ（Romssa）
- 56.  フィンマルク県（Finnmark） - サーミ語ではフィンマルク（Finnmárku）

### 主要都市
| 順位 | 都市名                        | 都市名                |
| 順位 | 日本語                        | ノルウェー語          |
| ---- | ----------------------------- | --------------------- |
| 1.   | オスロ                        | Oslo                  |
| 2.   | ベルゲン                      | Bergen                |
| 3.   | スタヴァンゲル/サンネス       | Stavanger/Sandnes     |
| 4.   | トロンハイム                  | Trondheim             |
| 5.   | フレドリクスタ/サルプスボルグ | Fredrikstad/Sarpsborg |
| 6.   | ドランメン                    | Drammen               |
| 7.   | ポルスグルン/シーエン         | Porsgrunn/Skien       |
| 8.   | クリスチャンサン              | Kristiansand          |
| 9.   | トロムソ                      | Tromsø                |
| 10.  | トンスベルグ                  | Tønsberg              |
| 11.  | オーレスン                    | Ålesund, Aalesund     |
| 12.  | ハウゲスン                    | Haugesund             |
| 13.  | モス                          | Moss                  |
| 14.  | サンネフヨル                  | Sandefjord            |
| 15.  | ボードー                      | Bodø                  |
| 16.  | アーレンダール                | Arendal               |
| 17.  | ハーマル                      | Hamar                 |
| 18.  | ラルヴィク                    | Larvik                |
| 19.  | ハルデン                      | Halden                |
| 20.  | リレハンメル                  | Lillenhammer          |

## 経済

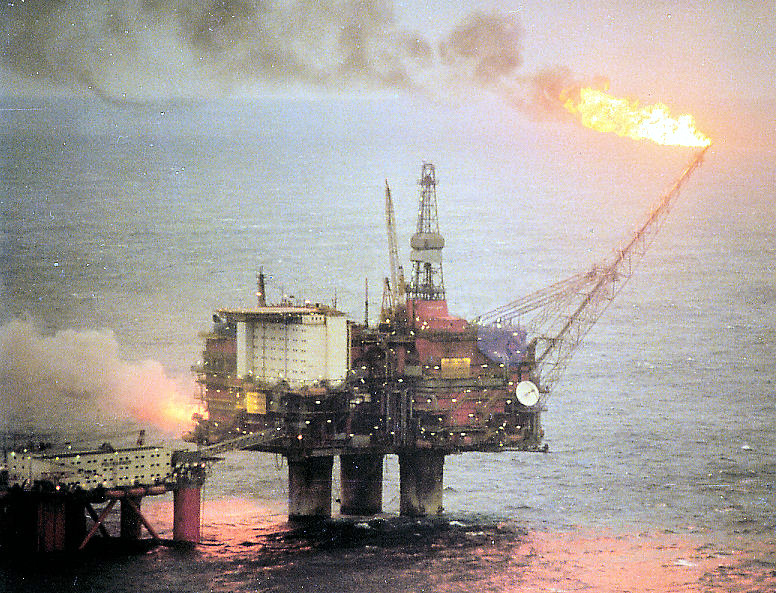
スタートフィヨルド油田

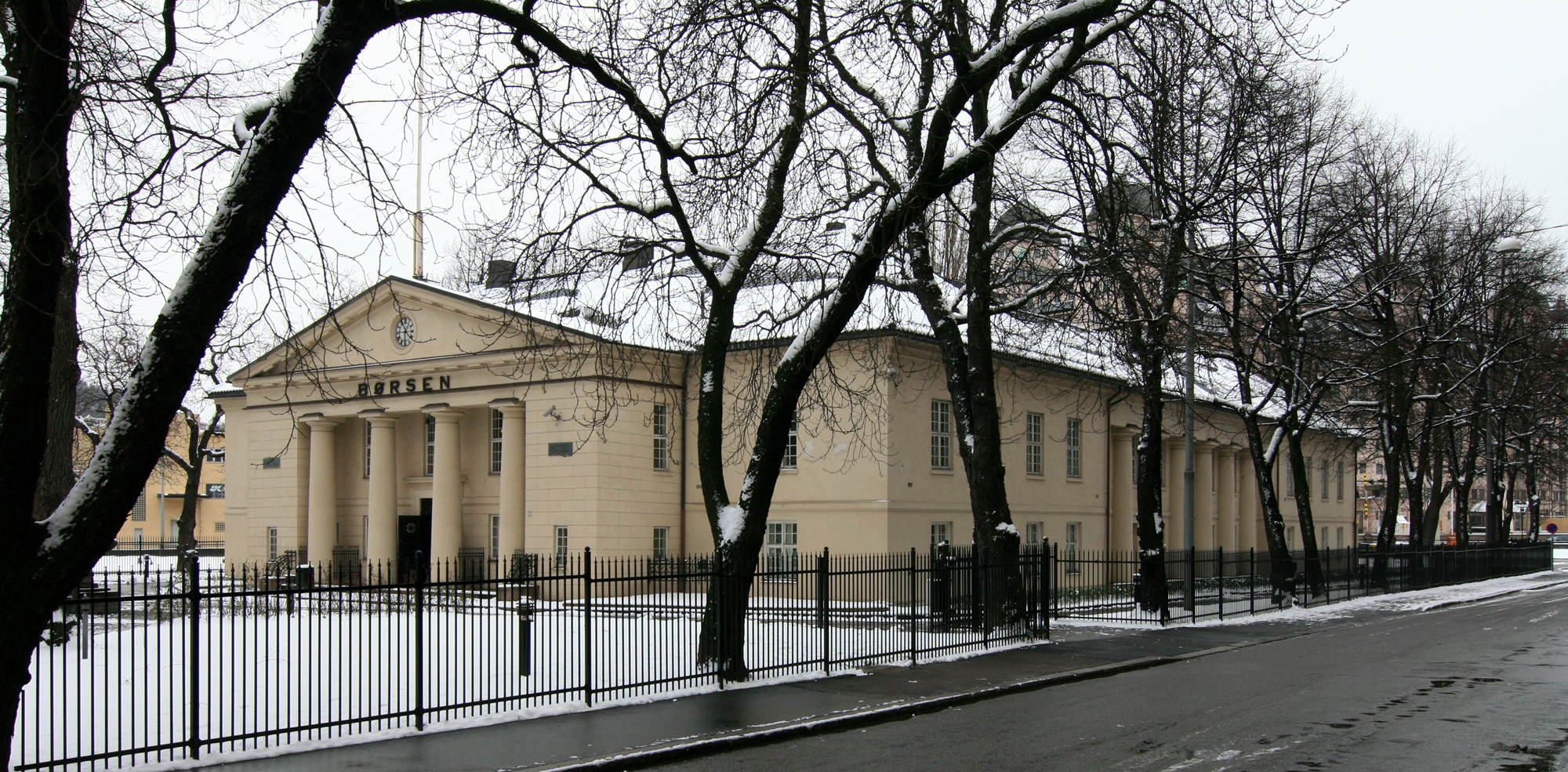
オスロ証券取引所。オスロはノルウェー経済の中枢であり、北欧屈指の世界都市である

2009年のノルウェーのGDPは3,785億ドル（約32兆円）であり、神奈川県とほぼ同じ経済規模である。2016年の名目GDPは3,762億ドル（約42兆円）で、大阪府より大きく東京都より小さい経済規模である。人口は大阪府の5分の3弱であり、2015年の1人あたり国民総所得（GNI）は9万3,820ドルで世界第1位となっている。2021年の一人当たりの購買平価説に基づく国民総所得（GNI）は84,260米ドルで、ノルウェーは世界第4位だが、購買平価説に基づくノルウェーの一人当たりの所得は27,738米ドルとドイツよりも低い。
世界有数の原油輸出国であり、原油はノルウェーの輸出の35%（1999年）を占めていたこともあった。1969年に北海油田が発見されて以降、油田・ガス田の開発が進んだ。北海における石油採掘は国有割合の高い企業（たとえばエクイノールでは発行株式の約3分の2を国が保有）によって行われており、福祉国家ノルウェーの財政に大きく寄与している。さらに将来の石油・天然ガスの枯渇に備えて、原油売上による収益は原則として（2006年度予算では74%、2,571億クローネ）ノルウェー政府年金基金として積み立てられ（2006年1月に従来の石油基金と年金基金が統合改組）、国際的な金融市場に投資されている。国家財政収支は石油以外の歳入だけで均衡するよう、歳出抑制策を実施しているが、なお石油基金からの繰り入れが大きな割合を占めている（2006年度予算では歳入9,339億クローネ、うち石油から3,483億クローネ、石油以外から5,856億クローネ、歳出は6,768億クローネ）。
水資源が多く、水力発電は電源構成比で95.3%を占める。スマートグリッド構想の焦点である。漁業、林業、鉱業も盛んである。漁業では特にノルウェーサーモン（アトランティックサーモン）や大西洋サバが日本に多く輸出されている。漁業文化が日本と似ており捕鯨推進国のひとつである（ノルウェーの捕鯨を参照）。そのほか、牧畜などが行われている。
世界最大の特殊船舶の製造会社のアケル・ソリューションズ、国際的第三者機関であるDNV、舶用通信機のNERA社、ソナーのSIMRAD社、潜水艇のArgus社、マリンファッションのヘリーハンセンなど、海運に関連する産業が盛んである。ウェブブラウザのVivaldiを作っているVivaldi Technologies社、Operaを作っているオペラ社もノルウェーの企業である。
ノルウェー中央銀行が中央銀行として金融システムの安定や物価の安定を目指しているほか、別部門のNorges Bank Investment Managementがノルウェー政府年金基金の運用を行っている。
税率が高く、ギネスブックでは「もっとも税金の高い国」として紹介されたことがある。追加個人税などで所得の100%を超える税金が課税されることがある。

## 交通
人口密度の低さや細長い国土、長大な海岸線といった地理的な要因から、とりわけ地方部において、公共交通の発達は他の多くのヨーロッパ諸国に比べ後れを取った。伝統的には水上交通が主であったが、近年運輸通信省がインフラの発展に多額の補助金を出したことで、鉄道や道路、航空輸送の供用が進んだ。今日では国内の主要都市間における新たな高速鉄道の整備が議論になっている。
鉄道では、4,114キロメートルにわたる標準軌の鉄道網がある。このうち242キロメートルが複線、64キロメートルが最大時速210キロメートルの高速鉄道で、電化率は62パーセントである。2023年の鉄道利用者数はのべ7822万人、輸送実績は31億5300万旅客キロ。貨物取扱量は3223万トンで、輸送実績は39億2800万トンキロであった。鉄道網はBane NORが保有しているが、鉄道の運行はノルウェー国鉄、SJ、Go-Ahead、フリートーゲといった各社が担っている。貨物鉄道会社にはCargoNetやOnRailなどがある
。インフラの新規投資や維持整備は国家予算でまかなわれており、旅客鉄道会社には補助金が支給されている。
道路網はおよそ95,120キロメートルで、このうち72,033キロメートルが舗装道路、664キロメートルが自動車専用道路である。国道、県道、市道、私道の4等級があり、このうち国道と主要県道には番号が振られている。国道のうち重要な路線は欧州自動車道路の一部に指定されており、特に国内を南北に貫くE06号線と西海岸沿いのE39号線は大動脈となっている。国道と県道はノルウェー公道機構が管理している。
ノルウェーは、人口あたりのプラグイン電気自動車の登録台数が世界で最も多い国である。2014年3月にははじめて、乗用車全体に占めるプラグイン電気自動車の割合が1パーセントを超えた。新車販売におけるプラグイン電気自動車の市場シェアも、世界で最も大きい。2016年6月にはノルウェーの経済紙 Dagens Næringsliv が、早ければ2025年にもガソリン車やディーゼル車の販売が禁止になる可能性があると報じた。

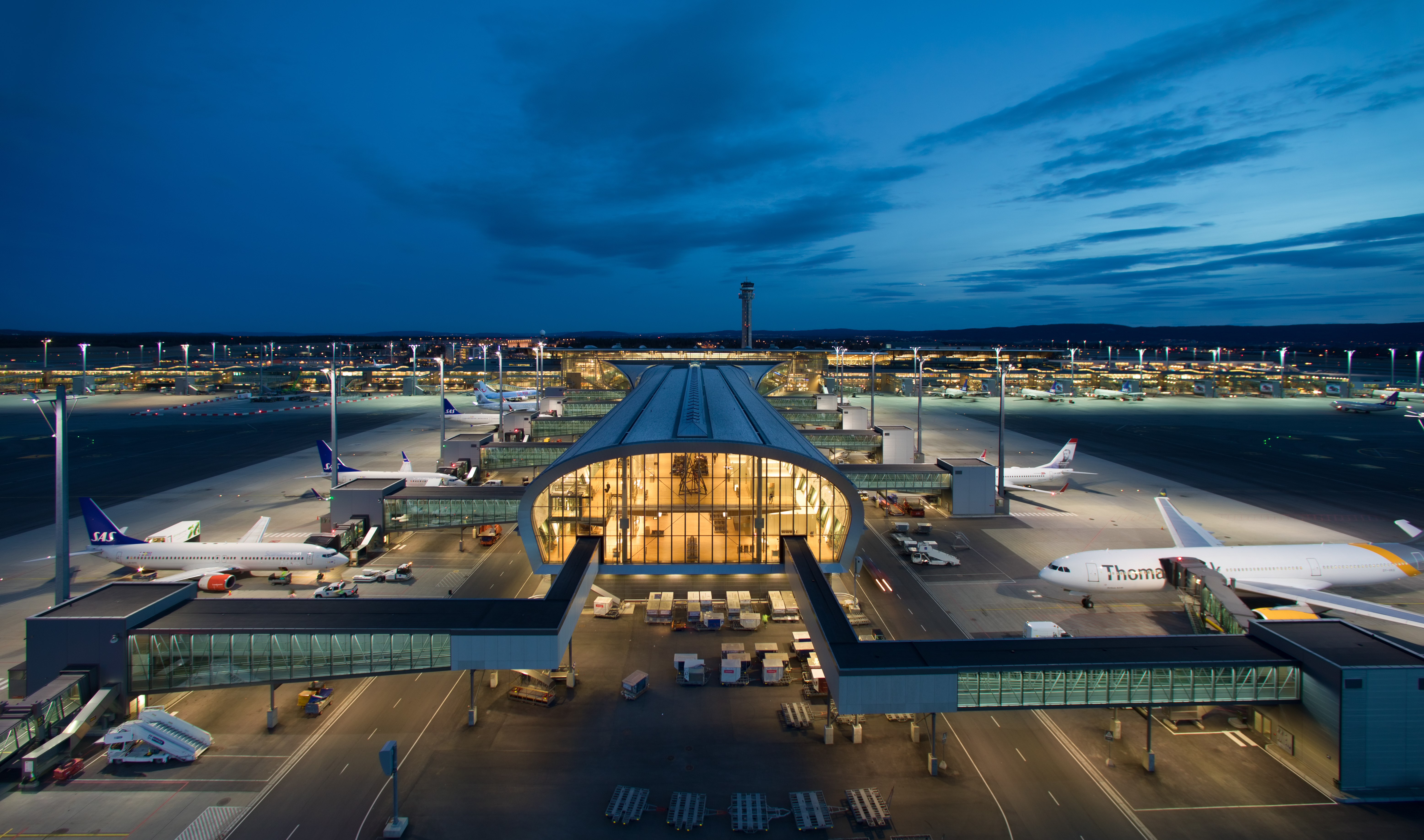
オスロ空港

空港は国内に146か所あり、そのうち52が公営、43が国営のアヴィノールが運営している。年間の利用客数が100万人以上の空港は7か所ある。2007年にはのべ4108万9675人が国内の空港を利用し、うち1339万7458人は国際線の乗客であった。
ノルウェーの空の玄関口であるオスロ空港は、ソスロ市街の北東35キロメートルに所在し、スカンジナビア航空とノルウェー・エアシャトルのハブ空港となっている。オスロ空港からオスロ中央駅には10分間隔で高速鉄道が運行されており、所要時間は20分である。

## 国民

人口ピラミッド

### 民族
| 民族構成（ノルウェー） | 民族構成（ノルウェー） | 民族構成（ノルウェー） | 民族構成（ノルウェー） | 民族構成（ノルウェー） |
| ---------------------- | ---------------------- | ---------------------- | ---------------------- | ---------------------- |
|                        |                        |                        |                        |                        |
| ノルウェー人           | ノルウェー人           |                        | 82%                    | 82%                    |
| その他                 | その他                 |                        | 18%                    | 18%                    |

2011年の統計によるとゲルマン系のノルウェー人がほとんどで82.0%を占める。その他、スウェーデン系1.6%、デンマーク系1.0%、ほかに少数民族のサーミ人約2万人がいる。残りは移民であり、2010年には移民人口は55万2,000人と全人口の11.4%を占めている。その内訳はポーランド（60,610人）、スウェーデン（34,108人）パキスタン（31,884人）、イラク（27,827人）、ソマリア（27,523人）、ドイツ（24,394人）、ベトナム（20,452人）、デンマーク（19,522人）、イラン（16,957人）、トルコ（16,430人）の順となっている。

### 言語
公用語はノルウェー語である。ノルウェー語には、オスロ周辺の方言をもとにしてデンマーク語の強い影響を受けたブークモール（書物の言葉）、およびデンマーク色を排しノルウェー各地域の方言をもとに言語の「純化」を行い人工的に作られたニーノシュク（新しいノルウェー語）の2種類がある。どちらも公用語として制定されているが、実際に広く話され理解されている言語の9割近くがブークモールである。また、公式にはニーノシュクの使用人口が1割以上いることになっているが、実際には彼らは各地のランスモール（土着の言葉）の話者であり、彼らを総称して「ニーノシュク話者」とされているというのが実態に近い。人工言語としてのニーノシュクを用いる話者は少なく、伝統的な共通語・権威語であるブークモールや外国語を使わずに地域をまたがるコミュニケーションを行うのは困難であるといわれる。
ほかにサーミ人がサーミ語を使っている。サーミ語人口は2万人程度である。カラショーク（Kárášjohka-Karasjok）、カウトケイノ（Guovdageaidnu-Kautokeino）、ネッセビィ（Unjárga-Nesseby）、ポルサンゲル（Porsanger）、ターナ（Deatnu-Tana）、コーフョルド（Gáivuotna-Kåfjord）といったサーミ人が多く居住する地区では、サーミ語も公用語である。
スヴァールバル諸島ではロシア語も公用語である。
また、イギリスに地理的にも歴史的にも深い関わりのあるノルウェーでは英語のテレビ番組が放送されていることもあり、（特に大都市圏では）多くの国民が英語に明るい。

### 婚姻
ノルウェーでは、婚姻の際には、同姓婚姻と夫婦別姓、複合性のいずれかを選択できる。また、2008年より、同性同士の婚姻（同性結婚）が可能となっている。

### 宗教

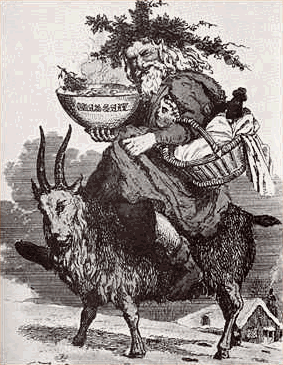
粥を持ち、ヤギにまたがったニッセ（サンタクロースの原型と言われる。ユールにお粥を炊いて、ニッセに供える習慣がある）

キリスト教プロテスタントのルーテル教会が多数派であり、ノルウェー国教会の所属が78.0%を占めている（2010年現在）。1537年に創設されたノルウェー国教会は長らく国教の地位にあったが、2012年にその座を降りた。その他のプロテスタントやローマ・カトリックなどの団体所属は5.4%、キリスト教以外の宗教は2.7%（このうち80.1%がイスラム教）、世俗的ヒューマニズムの立場をとるノルウェーヒューマニスト協会に所属する人の割合は1.7%である。

### 保健

#### 医療
平均寿命は80.8歳（2013年）。おもに一般税収を原資としたユニバーサルヘルスケアが達成されている。国民1人あたりの保健支出は、OECD各国において米国に次いで高い。
なお、アルコールは国営企業Vinmonopoletによる専売制となっている。

## 社会

OECD各国税収のタイプ別GDP比 (%)。
水色は国家間、青は連邦・中央政府、紫は州、橙は地方、緑は社会保障基金。

OECD諸国における付加価値税 (VAT) 標準税率（2014年）

1人あたりのGDPや平均寿命、就学率、成人識字率ともに世界的に高く、人間開発指数 (HDI) で、世界トップクラスに位置している（2006年度1位）。
また世界でもっとも男女平等が浸透している国としても知られている。男女の就労率の差はわずか0.6%で、男女間の機会均等・社会参加・利益などでも男女の差がなく、社会的要素の利益が男女の垣根なくいかに自由で平等に行き渡っているかを数値化したジェンダー開発指数（GDI）、男女間の機会均等と社会参加の程度をあらわすジェンダー・エンパワーメント指数 (GEM) どちらも世界一である。かつて、徴兵は男性だけの義務となっていたが、2014年に女性も対象とする法案が可決したことから、2015年から女性の徴兵を開始した。
なおGDPに占める税収比は40.5%と上位国のひとつであり（2013年）、 付加価値税 (VAT) も25.0%と上位国のひとつである（2011年）。

### 移民制度
2013年には移民人口は全人口の14%を占めている。ノルウェー労働党連立左派政権は移民受け入れは安易すぎるとして、2011年にウトヤ島にてノルウェー連続テロ事件で青年部を狙われた。2013年9月9日に行われた総選挙では青年部の生存者を「ウトヤの声」と名付けて候補者として多数擁立した。しかし、進歩党 (ノルウェー)という安易な移民受け入れを批判する政党と、保守党を中心とした中道右派連合に敗北して下野した。以後はノルウェーではいまだに寛容な受け入れ対策するスウェーデンを「失敗例」だとして言い続けてきた。進歩党のシルヴィ・リストハウグ移民・統合大臣は福祉国家の豊かなノルウェーを目当てに国内にやってくる移民への審査を厳しくしたため、移民制度自体がより厳格なデンマークよりも申請者数が激減した。大臣は「効果的な話し方と政治、厳しい境界線には効果がある。昨年（2016年）、申請者の数がもっとも激減したのはノルウェー！今後、受け入れた人々の社会統合をより成功させるためにも重要なこと。これからも低い数字を維持するためにも、できる限りのことをしていかなければならない」とするなどデンマーク、フィンランドと同様に、昨今では安易な移民受け入れに反対する政党が政権へ影響力を持っているとされている。厳密な2021年の学術誌『高等教育』によると、ノルウェーも人種差別がなくなったと思いたいが、人種差別が存在することは明らかで、その解消に取り組んでいる。同じく厳密な雑誌『社会経済的レビュー』の2022年の論文によると、ドイツは雇用に関して南欧人よりも地元の子孫を優先しないが、ノルウェーはそうしているようである。

### 法律
ノルウェーでは、刑法第311条に従い、架空の形式も「子供を性的に描写する描写」として扱われる可能性があり、架空児童ポルノの所持であろうと違法である。法律は、芸術的・科学的および/または情報的であると見なされる作品を例外とする。

### 平和
2023年度の積極的平和指数（他者の人権を受け入れること、汚職のレベルが低いこと、情報の流通が自由に行われること、ビジネス環境が良好であること、人的資本のレベルが高いこと、資源が公平に配分されること、隣国との関係が良好であること、政府が十分に機能していることによって決定される）で、ノルウェーは世界1位を獲得した。

## 治安
ノルウェーは比較的治安が良い国と思われがちだが、日本と比較すると置き引きやスリなどの一般犯罪が多く発生している現状がある。特にオスロ市内の主要観光道路、空港や駅、公共交通機関の車内等での被害が多い。

## 文化
2022年の『民族および人種研究ジャーナル』によると、ノルウェーの文化は、純粋、平和、無垢という3つの言葉に帰結される。

### 文学

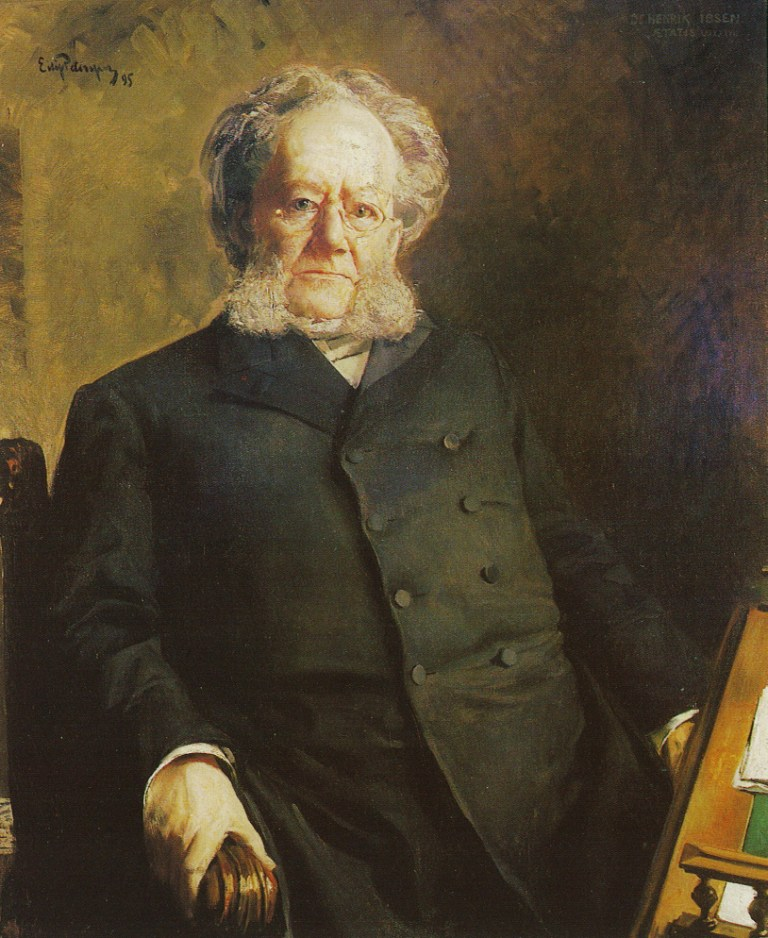
劇作家ヘンリク・イプセン

ノルウェーの文学史は、北欧古来の宗教をもととした9世紀から10世紀の古エッダやスカルド詩に源をたどることができる。当時の代表的な詩人として、ブラギ・ボッダソンやエイヴィンド・フィンスソンがいた。西暦1000年ごろにキリスト教が到来すると、同時に聖人伝や歴史書といった中世ヨーロッパの書物ももたらされた。これらが土着の口承文芸の伝統やアイスランドの影響とまざりあい、『ノルウェー史』や『シズレクのサガ』、『王の鏡』といった文芸作品が12世紀後半から13世紀はじめにかけて生み出された。
カルマル同盟やデンマークとの同君連合時代、ノルウェー文学はペッター・ダスやルズヴィ・ホルベアといった例外を除きあまり発展しなかった。当時のデンマーク政府は書き言葉として、デンマーク語の使用を強制し、ノルウェー文学は衰退した。
19世紀にはいると、1811年にクリスチャニアにノルウェー初の大学が開設されたこと、1814年にノルウェー初の憲法が制定されたことで、ノルウェー文学復興の気運が生まれた。ヘンリック・ヴェルゲラン、ペテル・クリスティン・アスビョルンセン、ユルゲン・モー、カミーラ・コレットといった作家が、はじめスカンジナビア諸国で、のちには世界各地でその名を知られるようになった。
19世紀後期までに、ノルウェー文学はいわゆる「四大作家」（ヘンリク・イプセン、ビョルンスティエルネ・ビョルンソン、アレクサンダー・ヒェラン、ヨナス・リー）を輩出し、黄金時代を迎えた。ビョルンソンの『楽しい少年』や『シンネエヴェ・ソルバッケン』といった「農民小説」は、当時のノルウェーにおけるロマン主義的ナショナリズムの典型的な作品である。ヒェランは、主に自然主義的な小説や短編作品をあらわした。イプセンは『ペール・ギュント』などで初期のロマン主義に多大な貢献をしたが、『野鴨』や『人形の家』といった実験的なリアリズム的戯曲のほうが有名である。
ノーベル文学賞を受賞したノルウェー人作家は、ビョルンソン（1903年）、クヌート・ハムスン（1920年）、シグリ・ウンセット（1928年）の3名である。

### 音楽

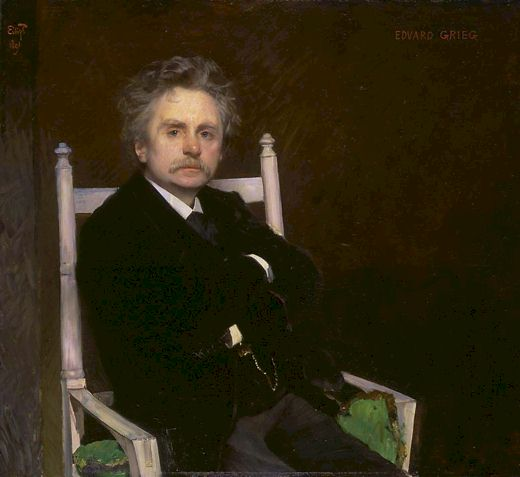
エドヴァルド・グリーグ

クラシック音楽においてはロマン派音楽の作曲家エドヴァルド・グリーグ、世界的に著名なピアニストのレイフ・オヴェ・アンスネス、チェリストのトルルス・モルク、現代音楽作曲家のアルネ・ノールヘイムなどの音楽家を輩出している。
ポピュラー音楽に於いてはメイヘム、サテリコン、エンペラー、ディム・ボルギル、トーケ、リンボニック・アートなどに代表されるブラックメタルや、1980年代後半から1990年代初頭にかけて世界的ヒット曲を生み出したa-ha、ゴシック/EBM系シーンにおいて世界的成功を収めたAPOPTIGMA BERZERKなどのグループの成功は、近年の重要な輸出産業のひとつとなっている。そのほか、ヤン・ガルバレクに代表されるジャズや、伝統的な民謡の影響を受けたフォーク音楽も非常に盛んで世界的に高い評価を得ており、サーミ人のヨイクの歌い手、マリ・ボイネも知られている。

### 建築

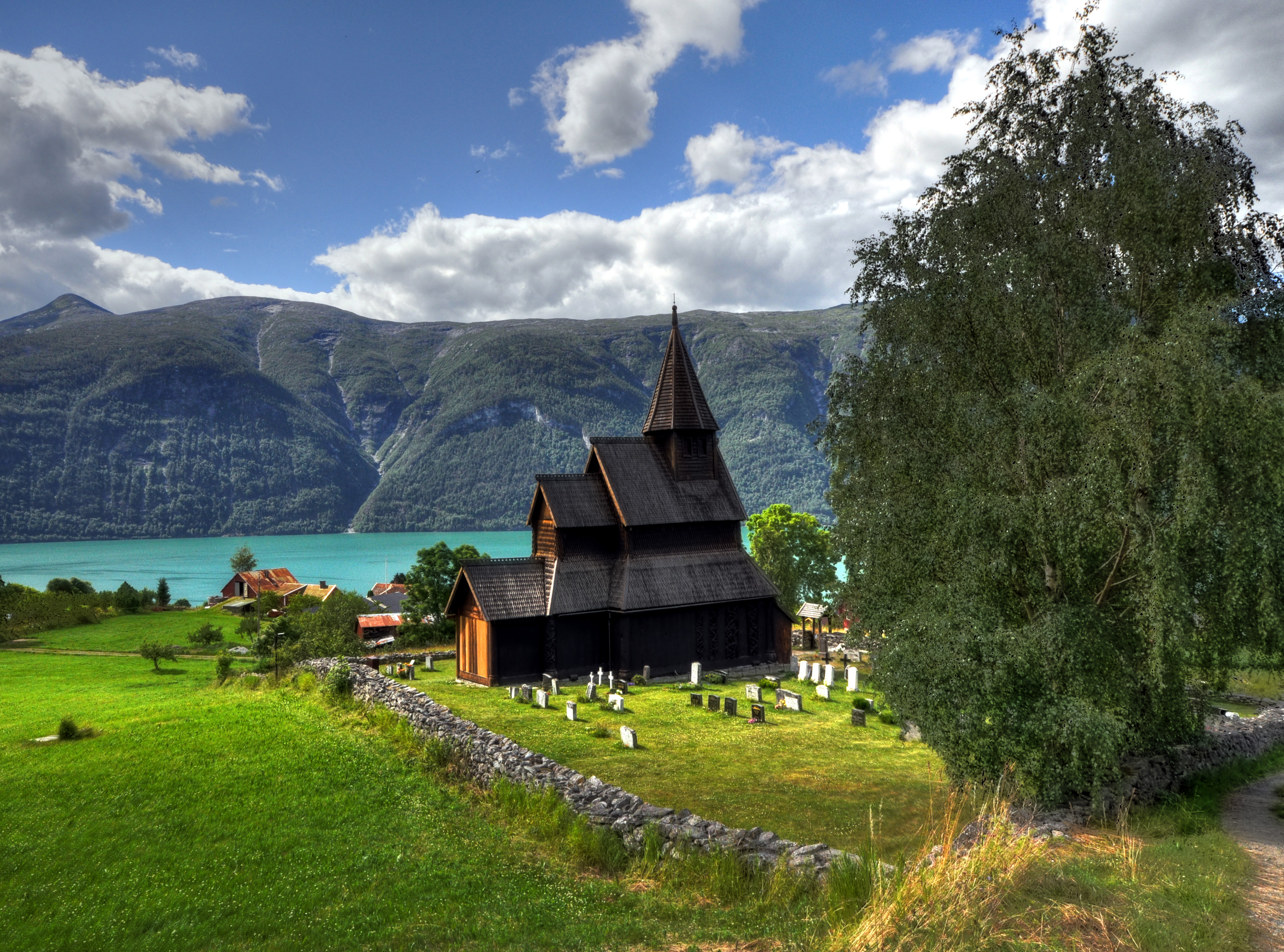
ウルネスの木造教会

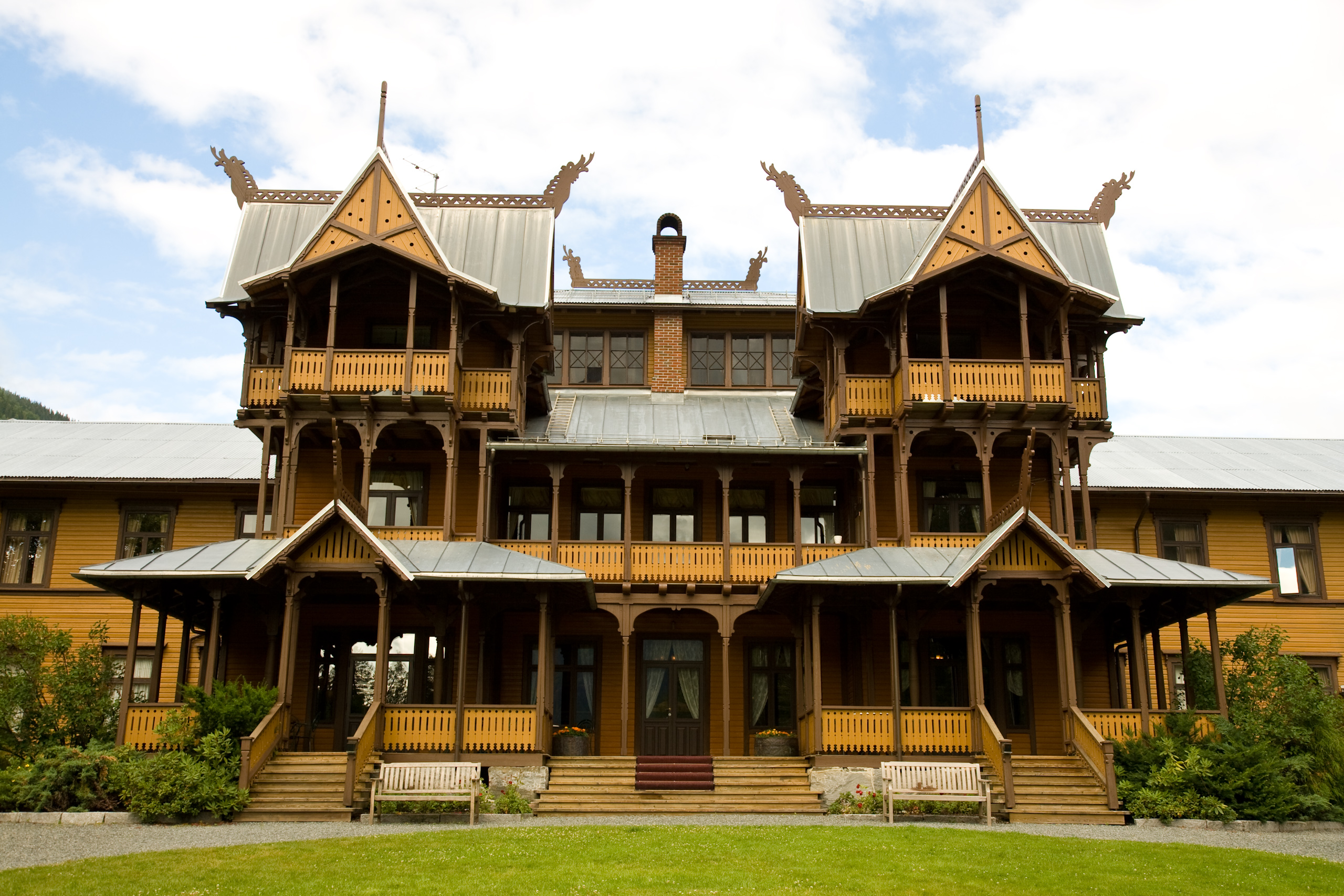
テレマルク県のダレンホテル。ノルウェーのロマン主義的ナショナリズムから生まれたドラゲスティル様式（ドラゴン様式）を取り入れている

森林資源が豊富なノルウェーでは、建築物は伝統的に木造であった。今日でも、木材はノルウェー人の建築家や設計者の心をとらえており、特徴的な建築物の多くが木造となっている。
キリスト教がノルウェーに到来すると教会が建立されたが、同時に石造建築も導入され、トロンハイムのニーダロス大聖堂といった重要な建築に取り入れられた。一方で、木造のスターヴ教会も中世初期のノルウェー各地で建立された。一部のスターヴ教会は現存しており、ソグネ・フィヨルドの奥深くに位置するウルネスの木造教会は国際連合教育科学文化機関 (UNESCO) の世界文化遺産に登録されている。そのほか特徴的な建築として、波止場沿いに高層で戸口の狭い木造住宅が建ち並ぶベルゲンのブリッゲンがあり、こちらも世界文化遺産となっている。
デンマークと同君連合を形成していた17世紀には、コングスベルグやレーロスといった都市や村落が建設された。コングスベルグ市の教会には、バロック建築が導入された。レーロスには今日もなお、伝統的な木造住宅が残されている。
1814年にデンマークとの同君連合が解消され、オスロがノルウェーの首都となると、建築家のクリスチャン・H・グロスがオスロ大学やオスロ証券取引所をはじめとする多くの建築物や教会の設計を担当した。
20世紀初頭には、オーレスン市街がフランスの影響をうけたアール・ヌーヴォー様式で再整備された。1930年代には機能主義が一世を風靡した。ノルウェーの建築家が国際的な評価を得るようになったのは、20世紀に入って以降のことである。ノルウェーにおける近代建築の最も印象的な事例として、カラショークのサーミ議会議事堂が挙げられる。シテイン・ハルヴォルソンとクリスチャン・スンドビーの設計で、遊牧民サーミ人の伝統的な移動式住居であるラッヴォをモチーフにしている。

### 映画

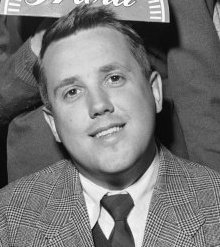
エギル・モン＝イヴェルセンはノルウェー文化に大きな影響をおよぼしてきた作曲家で、「ゴッドファーザー」のあだ名がある。

ノルウェー映画は国際的に評価されてきた。1950年のドキュメンタリー映画 Kon-Tiki は、翌年アカデミー賞を受賞した。また、イヴォ・カプリーノ監督の人形アニメ映画『ピンチクリフ・グランプリ』も有名である。ニルス・ガウプ監督の Veiviseren（1987年）はサーミ人を題材とした作品で、アカデミー賞にノミネートされた。1997年には、ベリット・ネシェイム監督の Søndagsengler もアカデミー賞にノミネートされている。
映画産業は1990年代から成長をみせており、多くて年間20本ほどの作品が制作されている。ノーベル文学賞作家であるシグリ・ウンセットの歴史小説を原作とした Kristin Lavransdatter や、Telegrafisten、Solan, Ludvig og Gurin med reverompa といった作品が知られる。近年成功を収めている映画監督として、Insomnia で知られるクヌート・エリク・イェンセンやエリク・ショルドベリが挙げられる。Elling や『コン・ティキ』（2012年公開。1950年のKon-Tikiとは別）は、アカデミー外国語映画賞（現在のアカデミー国際長編映画賞）にノミネートされた。ユリー・アンデムが監督したテレビドラマ『スカム』は国際的に注目を集め、多くの国で翻案が出た。
ノルウェー出身の映画人としてはそのほか、ヨアヒム・ローニング、アニャ・ブライエン、エスペン・サンドベリ、リヴ・ウルマン、モルテン・ティルドゥムなどが『イミテーション・ゲーム/エニグマと天才数学者の秘密』、『パッセンジャー』、『パイレーツ・オブ・カリビアン/最後の海賊』、『マレフィセント2』といった映画や『ジャック・ライアン』、『マルコ・ポーロ』といったテレビドラマの制作に携わってきた。作曲家には『アバター』、『ダークナイト』、『ハリー・ポッター』、『ナルニア国物語』などで音楽を担当したトーマス・バーガーセンがいる。エギル・モン＝イヴェルセンは今日のノルウェーで最も影響力のある作曲家で、100以上の映画やテレビドラマの音楽を手がけてきた。
ノルウェーでは、ハリウッドや国際的なプロダクションの映画撮影も盛んに行われている。ノルウェーでロケが行われた映画として、『スター・ウォーズ エピソード5/帝国の逆襲』、『007/ダイ・アナザー・デイ』、『007/ノー・タイム・トゥ・ダイ』、『ライラの冒険 黄金の羅針盤』、『スパイ・ライク・アス』、『ミッション:インポッシブル/フォールアウト』、『ミッション:インポッシブル/デッドレコニング PART ONE』、『ブラック・ウィドウ』、『TENET テネット』、『ハリー・ポッターと謎のプリンス』、『テレマークの要塞』が挙げられる。また、テレビドラマには Lilyhammer や『ヴァイキング 〜海の覇者たち〜』がある。

### 世界遺産
ノルウェー国内には、ユネスコの世界遺産リストに登録された文化遺産が7件、自然遺産が1件、あわせて8件存在する（2017年の第41回世界遺産委員会終了時点）。

### 祝祭日
| 日付     | 日本語表記                                       | 現地語表記            | 備考                                                   |
| -------- | ------------------------------------------------ | --------------------- | ------------------------------------------------------ |
| 1月1日   | 新年                                             | Nyttårsdag            |                                                        |
| 移動祝日 | シュロの主日                                     | Palmesøndag           | 復活祭の前の日曜日                                     |
| 移動祝日 | 聖木曜日                                         | Skjærtorsdag          | 復活祭の前の木曜日                                     |
| 移動祝日 | 聖金曜日                                         | Langfredag            | 復活祭の前の金曜日                                     |
| 移動祝日 | 復活祭第1日                                      | Første påskedag       | 前日の午後はPåskeaftenと言い、祝日ではないが半休になる |
| 移動祝日 | イースター・マンデー（復活祭第2日）              | Andre påskedag        | 復活祭の後の月曜日                                     |
| 5月1日   | メーデー                                         | Arbeidernes dag       |                                                        |
| 5月17日  | 憲法記念日                                       | Grunnlovsdagen        |                                                        |
| 移動祝日 | 昇天祭                                           | Kristi Himmelfartsdag | 復活祭の39日後                                         |
| 移動祝日 | 聖霊降臨祭第1日                                  | Første pinsedag       | 復活祭の49日後                                         |
| 移動祝日 | 聖霊降臨祭第2日                                  | Andre pinsedag        | 聖霊降臨祭の翌日                                       |
| 12月25日 | ユール第1日（クリスマス第1日）                   | Første juledag        | 前日の午後はJuleaftenと言い、祝日ではないが半休になる  |
| 12月26日 | ユール第2日（クリスマス第2日、ボクシング・デー） | Andre juledag         |                                                        |

### スポーツ
ノルウェーではウィンタースポーツが盛んであり、冬季オリンピックでは数多くのメダリストを輩出する強豪国として知られている。過去には1952年オスロ五輪、1994年リレハンメル五輪、2016年リレハンメルユース五輪を開催した。なお、これまでノルウェーで夏季オリンピックが開かれた事は1度も無い。
サッカー
ノルウェー国内ではサッカーが最も人気のスポーツとなっており、1937年にサッカーリーグのエリテセリエンが創設された。近年では有力な選手を輩出しており「怪物」と呼ばれるアーリング・ハーランドは、2020-21シーズン、2022-23シーズンのUEFAチャンピオンズリーグで得点王に輝いた。ハーランド以外にも、アーセナルで活躍するマルティン・ウーデゴールも世界的に知られている。
ノルウェーサッカー協会（NFF）によって構成されるサッカーノルウェー代表は、FIFAワールドカップには1938年大会で初出場を果たした。さらに1998年大会では、1次リーグでブラジル代表に2-1で勝利するなど番狂わせを起こし初のベスト16に進出した。UEFA欧州選手権には2000年大会で初出場を果たしたが、グループリーグ敗退に終わった。また、サッカー女子代表は世界屈指の強豪国として知られており、FIFA女子ワールドカップやオリンピックでは優勝経験を有する。

## 著名な出身者
- ニールス・アーベル - 数学者
- エドヴァルド・ムンク - 画家
- ロアール・アムンセン - 探検家
- ヘンリック・イプセン - 劇作家
- エドヴァルド・グリーグ - 作曲家
- ロルフ・ラヴランド - 作曲家
- ヨースタイン・ゴルデル - 作家
- アルマウェル・ハンセン - 医学者
- キルステン・フラグスタート - 声楽家
- リヴ・ウルマン - 女優
- シセル - 歌手
- ペター・ソルベルグ - 元ラリードライバー
- ヘニング・ソルベルグ - 元ラリードライバー
- ロアルド・ダール - 作家
- フリチョフ・ナンセン - 探検家
- クルト・ニルセン - 歌手
- ヨアキム・ハンセン - 元総合格闘家
- ユノラフ・エイネモ - 元総合格闘家
- ビョルンスティエルネ・ビョルンソン - 詩人
- トル・フースホフト - 元ロードレース選手
- アルフ・プリョイセン - 児童作家
- モートン・ハルケット - 歌手（a-haのボーカル）
- ポール・ワークター＝サヴォイ - ミュージシャン（a-haのギタリスト）
- マグネ・フルホルメン - ミュージシャン（a-haのキーボーディスト）
- トール・ヘイエルダール - 探検家
- オーレ・グンナー・スールシャール - 元サッカー選手
- ヨン・アルネ・リーセ - 元サッカー選手
- フローデ・ヨンセン - 元サッカー選手
- ビョルン・ダーリ - 元クロスカントリースキー選手
- ヨハン・オラフ・コス - 元スピードスケート選手
- マリオン・レイヴン - 歌手
- マリット・ラーセン - 歌手
- フルダ・ガルボルク -  作家
- レネ・マーリン - ミュージシャン
- マグヌス・カールセン - チェス（2013年の世界王者）
- ジョシュア・キング - サッカー選手（ワトフォードFC所属）
- アーリング・ハーランド - サッカー選手（マンチェスター・シティFC所属）
- マルティン・ウーデゴール - サッカー選手（アーセナルFC所属）